# Marea Barieră de Corali

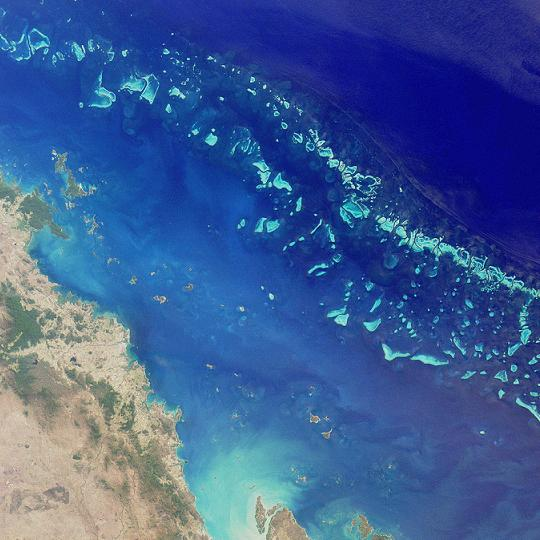
Imagine satelitară a Barierei de Corali

Marea Barieră de Corali este cel mai mare sistem de recif de corali din lume cuprinzând aproximativ 3000 de recifuri și 300 de insule ce se întind de-a lungul a 2600 kilometri și acoperă o suprafață de 344.400 km². Reciful este situat în Marea Coralilor în apropiere de coasta Queensland-ului din nord-estul Australiei.

## Date generale
Atunci când încearcă să descrie universul recifelor de corali, cei care au avut șansa să-l exploreze folosesc întotdeauna un limbaj plin de culoare. Toți vorbesc despre magnifice grădini minerale, populate de creaturi stranii, cu forme și culori uimitoare, în care lupta pentru hrană și spațiu este intensă și continuă. Cunoaștem astăzi, datorită mijloacelor moderne de scufundare, infinit mai multe lucruri decât știa, de pildă, Charles Darwin. În linii mari, știm cum trăiesc și cum se dezvoltă recifele, ce animale populează acest mediu, care sunt relațiile dintre ele, cine sunt prădătorii și prăzile, cum funcționează, în ansamblu, întregul ecosistem și, mai ales, am început să înțelegem extrema lui fragilitate, dar și pericolele care-l pândesc și îl pot distruge. Pentru un biolog, recifele de corali sunt adevărate laboratoare, în care se pot realiza cercetări științifice de o infinită varietate, iar pentru scufundătorul îndrăgostit de mediul submarin reprezintă acea ultimă frontieră, un univers încă virgin, care așteaptă să fie descoperit.

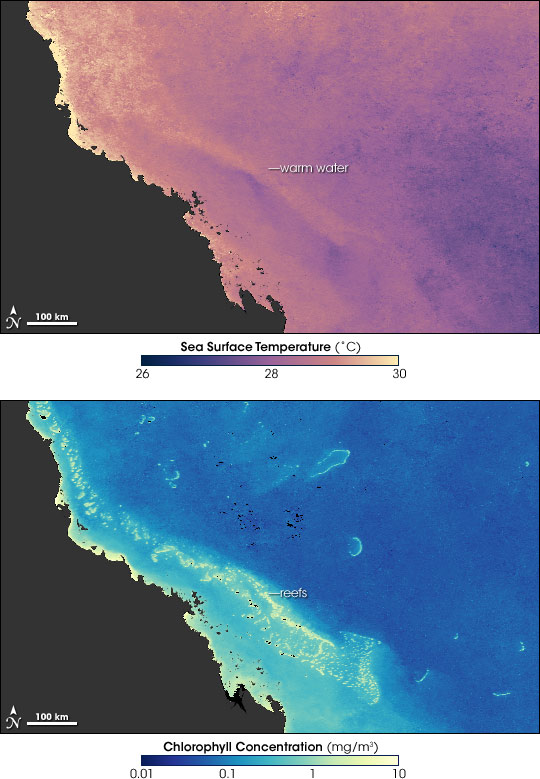
Temperatura apei (sus) și nivelul concentrației de clorofilă (jos)

Pentru a face față competiției nemiloase și pericolelor ce domnesc pretutindeni în recif, unele viețuitoare, separate adesea de multe trepte pe scara zoologică, sunt gata să accepte „căsătorii din interes”, adică asocieri (termenul general este „simbioză") care, cel puțin la prima vedere, par de-a dreptul ciudate. Așa este conviețuirea dintre speciile de pești-clovn (genul Amphiprion, familia Pomacentridae) și marile actinii numite și anemone, cu tentaculele garnisite de celule urzicătoare (nematociste), capcane mortale pentru speciile care formează zooplanctonul, dar și pentru majoritatea peștilor de dimensiuni mai reduse. Peștii clovn par să se bucure de o imunitate totală față de veninul din tentaculele anemonei, acestea transformându-se într-un adăpost pe care peștii nu-l părăsesc niciodată.
Este o asociere fascinantă între un celenterat, din încrengătura Cnidaria, aflat abia pe treapta a doua a metazoarelor, imediat după spongieri (bureți), și un animal vertebrat, un pește. Cum a fost ea posibilă? Ipoteze dintre cele mai fanteziste s-au succedat de-a lungul anilor. Astăzi este acceptată părerea că peștii Amphiprion izbutesc să se protejeze de efectul urzicant al tentaculelor anemonei printr-un strat gros de mucus care le acoperă întreaga suprafață a corpului. Dacă acest strat de mucus se subțiază sub o anumită limită sau dispare, peștele este pierdut. Paralizat imediat de veninul celulelor urzicătoare, el este devorat. Dar astfel de situații sunt, se pare, destul de rare. În mod obișnuit, peștii-clovn stau aproape permanent printre tentaculele anemonei sau în preajma acestora, dar se refugiază grabnic în mijlocul lor, de îndată ce apare un potențial prădător.